# Thiên hoàng Ōgimachi
Thiên hoàng Ōgimachi (正親町天皇 (Chính Thân Đinh Thiên hoàng) Ōgimachi-tennō, 18 tháng 6, 1517 – 6 tháng 2, 1593) là vị Thiên hoàng thứ 106 của Nhật Bản, theo Danh sách Thiên hoàng truyền thống. Ông trị vì từ ngày 27 tháng 10 năm 1557 đến ngày 17 tháng 12 năm 1586, đương thời với sự chuyển tiếp giữa thời kỳ Chiến Quốc và thời kỳ Azuchi-Momoyama. Tên thật (húy) của ông là Michihito (方仁 (Phương Nhân)).

## Phả hệ
Michihito là con trai trưởng của Thiên hoàng Go-Nara
- _________?
  - Con trai trưởng: Thân vương Masahito (1552-1586), tên thụy là Yōkwōin Daijō-Tennō.[2]
    - Con trai trưởng của Masahito: Thân vương Kazuhito (和仁親王), tức Thiên hoàng Go-Yōzei sau này.[2]
- Thị nữ: Madenokōji (Fujiwara) Fusako (万里小路（藤原）房子)
  - Con gái thứ hai: Nữ vương Eikō (永高女王)
  - Con trai thứ năm: Thân Vương Sanehito (誠仁親王)

## Thiên hoàng
Michihito lên ngôi vua sau khi Thiên hoàng Go-Nara qua đời.
- Ngày 27/10/1557, thân vương Michihito kế vị ngôi ngay sau khi cha vừa qua đời, hiệu là Thiên hoàng Ōgimachi. Ông sử dung niên hiệu của cha, lập thành niên hiệu Kōji nguyên niên (1557–1558)
- Tháng 2/1560 (niên hiệu Eiroku thứ ba, tháng thứ nhất): Michihito được tuyên bố làm Thiên hoàng. Những nghi lễ đăng quang đều có thể được thực hiện vì chúng đã được Mōri Motonari và một số người khác phải trả giá đắt.[3]
- Tháng 6/1560 (niên hiệu Eiroku thứ ba, tháng thứ năm): Dưới sự chỉ huy của Imagawa Yoshimoto, nhưng đạo quân của tỉnh Suruga giao chiến với quân Owari; và trong trận chiến Okehazama (桶狭間の戦い Okehazama-no-tatakai), Yoshimoto đánh Oda Nobunaga, quân của Yoshimoto bị đập tan và bản thân Yoshimoto tử trận. Sau đó Nobunaga chiếm được toàn bộ tỉnh Owari. Tokugawa Ieyasu cũng chiếm toàn bộ Tỉnh Mikawa và tự phong làm chủ nhân của lâu đài Okazaki (岡崎城, Okazaki-jō).[1]
- 1564 (niên hiệu Eiroku thứ bảy): Oda Nobunaga hoàn thành cuộc chinh phạt tỉnh Tỉnh Mino Province; và xây một lâu đài tại Gifu.[4]
- 1568 (niên hiệu Eiroku thứ 11, tháng thứ hai): Ashikaga Yoshihide nhậm chức Chinh di Đại tướng quân.[5]
- 1568 (niên hiệu Eiroku thứ 11, tháng thứ chín): Tướng quân Yoshihide qua đời trong căn bệnh lây (contagious disease).[5]

Tài sản của Thiên hoàng và triều đình bị lạm dụng nghiêm trọng. Quyền uy của Triều đình cũng bắt đầu suy sụp, nhưng Oda Nobunaga đã tiến vào kinh đô Kyoto và thay đổi tình trạng này. Trong các cuộc chiến của mình, Oda Nobunaga thường nhờ Thiên hoàng làm người dàn xếp, và Oda Nobunaga đã mang lại hòa bình cho đất nước Mặt trời mọc. Tuy nhiên, trong khoảng 1573, Oda Nobunaga thường xuyên đề nghị Thiên Hoàng từ ngôi, nhưng ông từ chối.
Trước khi quyền lực chính trị được chuyển giao cho Toyotomi Hideyoshi, Hoàng gia trở nên có nhiều quyền hơn, nhờ thế Thiên hoàng ngăn chặn được việc quyền hạn của ông sụp đổ. Theo chiều hướng đó, Hideyoshi và Hoàng gia thực hiện quan hệ tốt và có lợi cho cả hai bên.
Ngày 17/12/1586, ông thoái vị. Cháu nội là Thân vương Katahito (周仁親王) lên thay, trở thành Thiên hoàng Go-Yōzei Cựu hoàng Ōgimachi rút về điện Sennōda. Ông qua đời vào ngày 6 tháng 2 năm 1593.
Dưới triều Ōgimachi, với sự phò tá của Oda Nobunaga và Hideyoshi Toyotomi, Hoàng gia có khả năng dừng lại sự suy yếu của mình, vốn đã bắt đầu từ thời kỳ Chiến tranh Ōnin, và mở ra một thời kỳ phục hồi.
Ông được mai táng cùng với những Thiên hoàng khác tại ngôi mộ Hoàng gia tên Fukakusa no kita no misasagi (深草北陵) tại Fushimi-ku, kinh đô Kyoto.

#### Công khanh
Công khanh (Kugyō, 公卿) là thuật ngữ chung, chỉ một số nhân vật quyền lực nhất gắn liền với triều đình của Thiên hoàng Nhật Bản trước thời kỳ Minh Trị. Ngay cả trong những năm mà triều đình chỉ có chút ít quyền hành, tổ chức có tôn ti này vẫn không bị phai mòn.
Tổng quan, Công khanh thường chỉ bao gồm từ ba đến bốn người. Họ là những triều thần có tôn ti, trở thành quan to trong triều nhờ vào thân thế và kinh nghiệm của mình. Dưới triều Ōgimachi, bộ máy quan lại đỉnh tầng Thái chính quan (Daijō-kan) bao gồm:
- Kampaku (Nhiếp chính cho một Thiên hoàng trưởng thành):
  - Konoe (Fujiwara) Sakihisa (1554–1568)
  - Nijō (Fujiwara) Haruyoshi (1569–1578)
  - Kujō (Fujiwara) Kanetaka (1579–1581)
  - Ichijō (Fujiwara) Uchimoto (1581–1585)
  - Nijō (Fujiwara) Akizane (1585)
  - Hashiba (Fujiwara > Toyotomi) Hideyoshi (1585–1592)
- Daijō-daijin (thủ tướng):
  - Konoe (Fujiwara) Sakihisa (1582)
  - Hashiba (Fujiwara > Toyotomi) Hideyoshi (1586–1598)
- Sadaijin (Tả đại thần):
  - Konoe (Fujiwara) Sakihisa (1554–1557)
  - Saionji (Fujiwara) Kintomo (1557–1576)
  - Kujō (Fujiwara) Kanetaka (1576–1577)
  - Ichijō (Fujiwara) Uchimoto (1577–1585)
  - Nijō (Fujiwara) Akizane (1585)
  - Konoe (Fujiwara) Nobusuke (1585–1592)
- Udaijin (Hữu đại thần):
  - Kazannoin (Fujiwara) Iesuke (1557–1574)
  - Kujō (Fujiwara) Kanetaka (1574–1576)
  - Ichijō (Fujiwara) Uchimoto (1576–1577)
  - Oda (Taira) Nobunaga (1577–1578)
  - Nijō (Fujiwara) Akizane (1579–1585)
  - Imadegawa (Fujiwara) Harusue (1585–1595)
- Naidaijin (Nội đại thần):
  - Nakanoin (Minamoto) Michitame (một ngày trong 1565)
  - Kajūji (Fujiwara) Tadatoyo (1572)
  - Madenokōji (Fujiwara) Korefusa (một ngày trong 1573)
  - Ichijō (Fujiwara) Uchimoto (1575–1576)
  - Oda (Taira) Nobunaga (1576–1577)
  - Nijō (Fujiwara) Akizane (1577–1579)
  - Sanjōnishi (Fujiwara) Saneki (1579)
  - Imadegawa (Fujiwara) Harusue (1579–1580)
  - Tokudaiji (Fujiwara) Kinfusa (1580)
  - Imadegawa (Fujiwara) Harusue (lần hai, 1580)
  - Konoe (Fujiwara) Nobusuke (1580–1585)
  - Hashiba (Fujiwara > Toyotomi) Hideyoshi (1585–1587)

## Niên hiệu
Trong suốt triều đại của mình, Thiên hoàng Ōgimachi đã đặt những niên hiệu, hay nengō sau:
- Kōji (1555-1558)
- Eiroku (1558-1570)
- Genki (1570-1573)
- Tenshō (1573-1592)